# خيانة أكاديمية

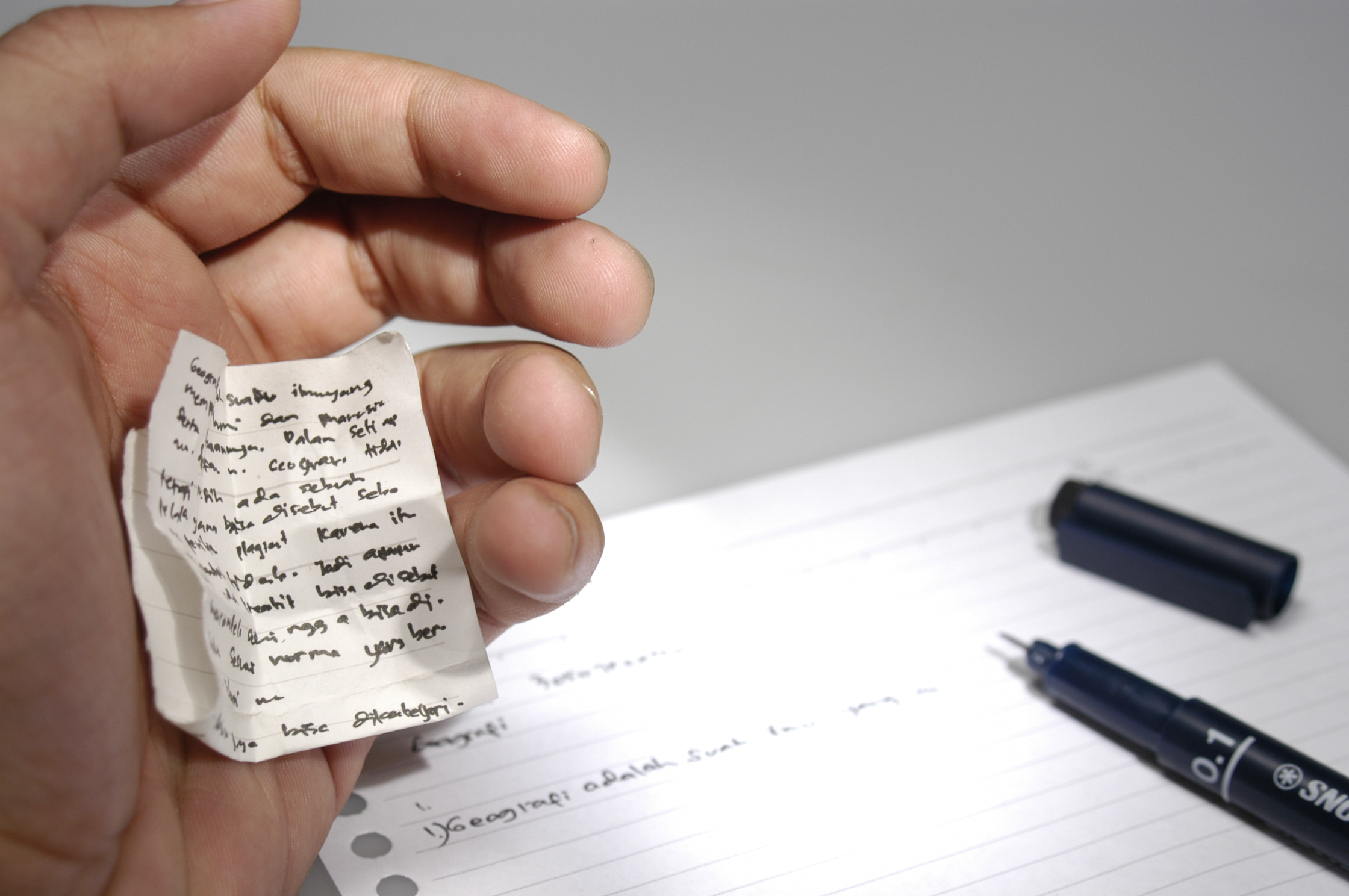
مثال على الغش في الامتحانات المدرسية، وهو نوع من الغش الأكاديمي

خيانة الأمانة الأكاديمية، وسوء السلوك الأكاديمي، والاحتيال الأكاديمي، والنزاهة الأكاديمية هي مفاهيم مترابطة تشير إلى الأفعال المتنوعة التي يقوم بها الطلاب بشكل يتنافى مع المعايير المتوقعة للمدرسة أو الجامعة أو مؤسسات تعليمية أخرى. تُحدد تعاريف سوء السلوك الأكاديمي عادةً ضمن السياسات المؤسسية. جرى توثيق خيانة الأمانة الأكاديمية في كل أنواع البيئة التعليمية من المدرسة الابتدائية إلى كلية الدراسات العليا. قوبل هذا النوع من الخيانة الأكاديمية بدرجات متفاوتة من العقوبات على مر التاريخ.

## تاريخها
يعود تاريخ خيانة الأمانة الأكاديمية إلى الاختبارات الأولى. لاحظ الباحثون أن الغش كان سائدًا في امتحانات الخدمة المدنية الصينية منذ آلاف السنين، حتى عندما كانت عقوبة الغش هي الموت لكل من المُمتَحن والمُمتحِن. كانت رشوة المُمتحِنين شائعة أيضًا، مثلما جرى تمثيلها في أعمال مثل المجموعة القصصية لسلالة مينغ الحاكمة التي تحمل عنوان «كتاب الاحتيال» ورواية سلالة تشينغ التي تحمل عنوان (Rulin waishi) أو [التاريخ غير الرسمي للباحثين].
بدأ وضع معايير الاقتباس والإشارة المرجعية في نهاية القرن التاسع عشر مع ظهور التوجيهات التي قدمتها المجتمعات البحثية الأكاديمية والتي طور كل منها متطلبات خاصة باختصاصه فيما يخص الإشارة المرجعية مثل جمعية اللغة الحديثة (MLA) وجمعية علم النفس الأمريكية (APA). في الوقت نفسه تقريبًا، بدأ الباحثون عملية البحث في القضايا المتعلقة بالغش، عبر بعض الأبحاث التي يعود تاريخها إلى نهاية القرن التاسع عشر وبدايات القرن العشرين، وذلك عندما أصبح الغش مشكلة واسعة الانتشار في حرم الجامعات في الولايات المتحدة.
تشير التقديرات إلى أن ما يصل إلى ثلثي الطلاب قاموا بالغش في مرحلة ما من حياتهم الجامعية في مطلع القرن العشرين. قامت الأخويات غالبًا بإنشاء ما يسمى بنوك المقالات، حيث توضع الأوراق البحثية الفصلية في ملف ويمكن أن يعاد تقديمها من قبل طلاب مختلفين مرارًا وتكرارًا، وغالبًا مع تغيير الاسم على الورقة فقط.
برزت قضية خيانة الأمانة الأكاديمية بشكل أكبر في النصف الأخير من القرن العشرين، إذ تحولت الجامعات نحو مناهج أكثر ديمقراطية في القبول الجامعي.

## في يومنا هذا
لا يوجد تعريف عالمي للخيانة الأكاديمية. تفهم المؤسسات التعليمية في مختلف المناطق خيانة الأمانة الأكاديمية وتتصرف حيالها بطرق مختلفة. قائمة المناطق التالية ليست شاملة.

### الولايات المتحدة
في الولايات المتحدة، أظهرت إحدى الدراسات أن 20% من الطلاب بدؤوا بالغش في الصف الأول. وبالمثل، كشفت دراسات أخرى أن 56% من طلاب المدارس الإعدادية في الولايات المتحدة حاليًا و70% من طلاب المدارس الثانوية يقومون بالغش. وجدت دراسة واسعة النطاق في ألمانيا أن 75% من الطلاب الجامعيين اعترفوا أنهم ارتكبوا على الأقل واحد من سبعة أنواع من سوء السلوك الأكاديمي(مثل السرقة الفكرية وتزوير البيانات) خلال الأشهر الستة الماضية.
ليس الطلاب هم الوحيدون الذين يغشون في الأوساط الأكاديمية. وجدت دراسة بين معلمي المدارس في كارولينا الشمالية أن نسبة 35% ممن شملتهم الدراسة قالوا إنهم كانوا شاهدين على غش زملائهم بشكل أو بآخر. يعتبر ارتفاع نسبة الاختبارات عالية المخاطر وعواقب نتائجها على المعلمين سببًا في رغبة المعلمين بتضخيم نتائج طلابهم.
وجدت الدراسات البحثية الأولى عن خيانة الأمانة الاكاديمية في التعليم العالي في ستينيات القرن العشرين أنه، على المستوى الوطني في الولايات المتحدة، قام بين 50-70% من الطلاب الجامعيين بالغش على الأقل مرة واحدة. بينما تبقى معدلات الغش هذه مستقرة اليوم على المستوى الوطني في الولايات المتحدة، يوجد تفاوتات كبيرة بين المدارس المختلفة اعتمادًا على حجم المدرسة، وانتقائيتها، وسياسات مكافحة الغش فيها. عمومًا، كلما كانت الجامعة أصغر وأكثر انتقائية، يحدث الغش بشكل أقل فيها. على سبيل المثال، عدد الطلاب الذين كانوا متورطين في خيانة الأمانة الأكاديمية في الكليات الصغيرة النخبوية للفنون الليبرالية كان منخفضًا إلى حد 15-20%، بينما يمكن أن تصل نسبة الغش في الجامعات العامة الكبيرة إلى 75%. علاوة على ذلك، وجد الباحثون أن الطلاب الذين يلتحقون بالمدارس ذات القانون الشرفي هم أقل احتمالًا للغش من الطلاب في المدارس التي تمتلك طرق أخرى لفرض النزاهة الأكاديمية. أما بالنسبة للدراسات العليا، فقد وجدت دراسة حديثة أن 56% من طلاب ماجستير إدارة الأعمال اعترفوا بالغش، إلى جانب 54% من طلاب الدراسات العليا في الهندسة، و48% في التعليم، و45% في القانون.
يوجد أيضًا اختلاف كبير بين رؤية الطلاب وحقيقة سلوكهم الأخلاقي. في أحد استطلاعات عام 2008 التي شملت ثلاثين ألف طالب في المدرسة الثانوية والذي أجرته مؤسسة جوزيفسون لأخلاق الشباب، قال 62 بالمئة من الطلاب المشمولين بالاستطلاع إنهم «نسخوا واجبًا منزليًا من شخص آخر لمرتين أو أكثر في السنة الماضية». لكن في الاستطلاع نفسه، قال 92 منهم إنهم كانوا «راضيين عن أخلاقهم الشخصية وشخصيتهم». وبالتالي، يوجد عمومًا تباين بين السلوك الحقيقي والصورة الذاتية لشخصيات طلاب المدرسة الثانوية.
مع تزايد نسبة الطلاب الذين يأخذون المقررات الدراسية والتقييمات عبر شبكة الإنترنت، فإن هناك تصورًا مستمرًا بأن الغش في صف دراسي عبر شبكة الإنترنت أسهل من الغش في صف دراسي مباشر. علاوة على ذلك، يوجد خدمات عبر الإنترنت تعرض إعداد أي نوع من أنواع الواجبات المنزلية للمدرسة الثانوية والمرحلة الجامعية وتُجري الاختبارات عبر الإنترنت نيابة عن الطلاب. على الرغم من أن الإداريين على دراية بمواقع مثل هذه، غير أنهم لم ينجحوا في الحد من الغش في الواجبات المنزلية والامتحانات غير المراقبة عبر الإنترنت، ولجؤوا إلى توصية من جمعية أوهايو للرياضيات لمنح 80% على الأقل من علامة الصفوف الدراسية على شبكة الإنترنت من خلال اختبارات مُراقبة. إضافة إلى ذلك، تلجأ الكليات والجامعات بشكل متزايد إلى خدمات المراقبة عبر شبكة الإنترنت للإشراف على عشرات الآلاف من الامتحانات سنويًا.
في حين أن الأبحاث حول خيانة الأمانة الأكاديمية أقل شمولية في دول أخرى، غير أن الأدلة المتناقلة تشير إلى أن الغش يمكن أن يكون أكثر شيوعًا حتى في بلدان مثل اليابان والفيليبين.
ابتكر بيري(2010) تصنيفًا لسوء السلوك الأكاديمي. يقدم تصنيف بيري نموذجًا ذو بعدين لسوء السلوك الأكاديمي إذ يقيس أحد البعدين إلى أي درجة تكون القوانين مفهومة بينما يقيس البعد الآخر مدى التقيد بهذه القوانين. وفقًا للتصنيف، فقط أولئك الطلاب الذين يفهمون القوانين لكنهم يفشلون في الالتزام بها يصنفون على أنهم«يغشون».

### أستراليا
في أستراليا، تُعالج خيانة الأمانة الأكاديمية من خلال وكالة معايير جودة التعليم العالي، التي هي وكالة حكومية.

### المملكة المتحدة
في المملكة المتحدة، وكالة ضمان الجودة هي المسؤولية عن ضمان الجودة في التعليم العالي. وقد وضعت العديد من وثائق السياسات والتوجيه لصانعي السياسات والمعلمين وعامة الشعب.

### كندا
في كندا، يُعالج سوء السلوك الأكاديمي من قبل مؤسسات ما بعد الثانوي الفردية، على الرغم من أن الأبحاث في هذا الموضوع تخلفت عن البلدان الأخرى. أظهرت الأبحاث أن حالات خيانة الأمانة الأكاديمية في كندا مشابهة لتلك في الولايات المتحدة.